# آلن کانتاریل
آلن کانتاریل (انگلیسی: Alain Cantareil؛ زادهٔ ۱۵ اوت ۱۹۸۳) بازیکن فوتبال اهل فرانسه است.
از باشگاه‌هایی که در آن بازی کرده‌است می‌توان به باشگاه فوتبال المپیک مارسی، باشگاه فوتبال نیم المپیک، باشگاه فوتبال آژاکسیو، باشگاه فوتبال نیس، و باشگاه فوتبال لوریان اشاره کرد.